# Title
Title és l'àlbum d'estudi debut de la cantant i compositor a americà Meghan Trainor. Llançat el 13 de gener de 2015, per Epic Records. «All About That Bass» va ser llançat com el primer senzill de l'àlbum, el 2 de juny de 2014, i va esdevenir el primer senzill de l'artista que va arribar a la primera posició en la llista Billboard Hot 100 als Estats Units. El seu segon senzill, «Lips Are Movin», va ser llançat el 21 d'octubre de 2014, i va aconseguir el lloc número 4 a la llista abans esmentada.

## Senzills
La discogràfica va llançar «All About That Bass» com el primer senzill del LP, el 2 de juny de 2014. El vídeo musical per promocionar va ser dirigit per Fátima Robinson. Comercialment, la cançó ha estat un èxit, en liderar el recompte Billboard Hot 100 i llistes d'èxits corresponents de Austràlia, Àustria, Canadà, Dinamarca, Nova Zelanda, el Regne Unit, entre d'altres. «Lips Are Movin» va ser llançat com el segon senzill de l'àlbum el 10 octubre 2014.

## Publicació
El 20 d'octubre de 2014, Trainor publicar en el seu compte de Twitter que es podia pre-ordenar l'àlbum digitalment a iTunes. El seu contingut inclou tots els temes del seu extended play  Title EP' i també inclouria el segon senzill, «Lips Are Movin». L'àlbum està programat per ser publicat el 13 de gener 2015, a Amèrica del Nord.

## Llançament
L'àlbum va debutar en les llistes de Billboard 200 a la setmana del 31 de gener del 2015 al lloc #1 amb 238 mil còpies venudes, després del seu llançament el 13 gener 2015 sent el seu àlbum debut el primer a posicionar-se en aquest lloc. Fins al moment l'àlbum ha venut 325.000 còpies només als Estats Units.

## Llista de cançons
- Edició estàndard

| Núm. | Títol                                       | Composició                                                        | Productor(s)         | Durada |
| ---- | ------------------------------------------- | ----------------------------------------------------------------- | -------------------- | ------ |
| 1.   | «The Best Part (interludio)»                | Meghan Trainor                                                    | Kevin Kadish         | 0:25   |
| 2.   | «All About That Bass»                       | Trainor · Kevin Kadish                                            | Kadish               | 3:07   |
| 3.   | «Dear Future Husband»                       | Trainor · Kadish                                                  | Kadish               | 3:04   |
| 4.   | «Close Your Eyes»                           | Trainor · Kadish                                                  | Kadish               | 3:40   |
| 5.   | «3am»                                       | Trainor · Chris Gelbuda · Ben Fagan · Todd Carey · Karen Thornton | Gelbuda              | 3:05   |
| 6.   | «Like I'm Gonna Lose You» (con John Legend) | Trainor · Justin Weaver · Caitlyn Smith                           | Gelbuda · Trainor    | 3:27   |
| 7.   | «Bang Dem Sticks»                           | Trainor · James Morales · Mattew Morales · Julio Rodríguez        | The Elev3n · Trainor | 3:01   |
| 8.   | «Walkashame»                                | Trainor · Kadish                                                  | Kadish               | 4:13   |
| 9.   | «Title»                                     | Trainor · Kadish                                                  | Kadish               | 3:56   |
| 10.  | «What If I»                                 | Trainor · Kadish                                                  | Kadish               | 3:53   |
| 11.  | «Lips Are Movin»                            | Trainor · Kadish                                                  | Kadish               | 3:12   |

- Edició deluxe

| Núm. | Títol                        | Composició                           | Productor(s) | Durada |
| ---- | ---------------------------- | ------------------------------------ | ------------ | ------ |
| 12.  | «No Good For You»            | Trainor · Brett James                | J. R. Rottem | 3:36   |
| 13.  | «Mr.Almost» (con Shy Carter) | Trainor· Jesse Freasure · Shy Carter | Kadish       | 3:16   |
| 14.  | «My Selfish Heart»           | Trainor                              | Kadish       | 3:46   |
| 15.  | «Credit»                     | Trainor · Kadish                     | Kadish       | 2:51   |